# 大眼小庸鰈
大眼小庸鰈為輻鰭魚綱鰈形目鰈亞目牙鮃科的其中一種，為熱帶海水魚，分布於東太平洋海域，棲息深度可達500公尺，體長可達35公分，棲息在軟底質底層水域，生活習性不明，可作為食用魚或製成魚粉，通常被拖網所捕獲。

## 扩展阅读
維基物種上的相關：大眼小庸鰈